# Eelke van der Wal
Eelke van der Wal (Holwerd, 15 januari 1981) is een voormalig Nederlands wielrenner. Nadat hij te horen kreeg niet naar de Olympische Spelen van 2008 in Beijing te mogen, besloot hij zijn wielercarrière te beëindigen. Van der Wal trad in 2009 in dienst bij de KNWU als bondscoach van het aangepast wielrennen.

## Belangrijkste overwinningen
2003
- 2e etappe OZ Wielerweekend

2004
- Noord-Nederland Tour

## Resultaten in voornaamste wedstrijden
|      | \| Jaar \| Parijs-Roubaix \| Amstel Gold Race \| \| ---- \| -------------- \| ---------------- \| \| 2004 \| opgave \| \| \| 2005 \| \| 119e \| |                  |
| Jaar | Parijs-Roubaix | Amstel Gold Race |
| 2004 | opgave |                  |
| 2005 | | 119e             |